# A2 (Slovenië)
De A2 of Avtocesta 2 is een autosnelweg in Slovenië. De snelweg loopt vanaf de Karawankentunnel aan de grens met Oostenrijk, waar deze de voortzetting vormt van de Oostenrijkse A11. De A2 verloopt verder in zuidelijke richting langs de stad Jesenice, via Ljubljana naar de Kroatische grens bij Obrežje. Aldaar gaat de Sloveense A2 over in de Kroatische A3. De A2 is inmiddels volledig als snelweg uitgevoerd. Hoewel men met de bouw van de snelweg reeds in 1981 is begonnen (als M1), toen Slovenië nog deel uitmaakte van Joegoslavië, is laatste stuk snelweg van 2,4 km tussen Peračica en Podtabor pas op 28 oktober 2011 geopend. De totale lengte van het traject bedraagt 175 kilometer.

## Tol
Voor het gebruik van de Karawankentunnel dient men tol te betalen. Na de invoering van een snelwegvignet op 1 juli 2008 hoeft er op de overige stukken geen tol meer betaald te worden. Uiteraard dient men een geldig Sloveens vignet aan te schaffen. Sinds 2021 zijn de kleefvignetten vervangen door een digitaal vignet dat werkt met nummerplaatherkenning.